# Wiażykańce
Wiażykańce (lit. Vėžiakiemis) − wieś na Litwie, w okręgu wileńskim, w rejonie solecznickim, w gminie Dziewieniszki. W 2011 roku liczyła 17 mieszkańców.

## Historia
W czasach zaborów wieś włościańska w okręgu wiejskim Girdziuny, w gminie Dziewieniszki, w powiecie oszmiańskim, w guberni wileńskiej Imperium Rosyjskiego. W 1866 roku liczyła 69 mieszkańców w 9 domach,  należała do dóbr Kazimierzowo, własność Umiastowskich. W 1905 roku wieś liczyła 94 mieszkańców.
W latach 1921–1945 wieś leżała w Polsce, w województwie wileńskim, w powiecie oszmiańskim, w gminie Dziewieniszki.
W 1931 w 23 domach zamieszkiwało 137 osób.
Wierni należeli do parafii rzymskokatolickiej w Surwiliszkach i prawosławnej w Trąbach. Miejscowość podlegała pod Sąd Grodzki w Holszanach i Okręgowy w Wilnie; właściwy urząd pocztowy mieścił się w Dziewieniszkach.